# Magic School Lunar!
Magic School Lunar! (魔法学園ルナ！?, Mahō Gakuen Runa) è un videogioco di ruolo alla giapponese sviluppato dallo Studio Alex in associazione con la Game Arts e pubblicato dalla ESP Software e dalla Kadokawa Shoten per Sega Saturn nel 1997. Si tratta di un remake migliorato di Lunar: Walking School con grafica aggiornata, nuove sequenze animate ed una storia più complessa.
Magic School Lunar! è stato pubblicato più o meno nello stesso periodo della pubblicazione di altri remake della serie, Lunar: Silver Star Story Complete e Lunar 2: Eternal Blue Complete, e nonostante il buon successo riscontrato, non è stato mai pubblicato al di fuori del Giappone.